# Эбола (река)
Эбо́ла — река в северной части Демократической Республики Конго. Правый приток реки Два (бассейн Конго). В среднем течении реки в трёх км от её левого берега расположен населённый пункт Абумомбази.
Название Эбола является переиначенным на французский манер словом «легбала» из языка нгбанди, что означает «белая вода». Во время бельгийской колониальной администрации эти имена были интерпретированы по-французски как Eau Blanche и иногда L'Ébola.
В районе этой реки в сентябре 1976 года впервые была обнаружена острая вирусная болезнь, названная впоследствии лихорадкой Эбо́ла.